# Medikamenten-Kühltasche
Eine Medikamenten-Kühltasche ist ein tragbares, isoliertes Behältnis, das speziell für den Transport und die zeitweise Aufbewahrung von Arzneimitteln, Hormonen, Impfstoffen, Plasma und Blut konzipiert ist, die innerhalb eines festgelegten Temperaturbereichs gelagert werden müssen, in der Regel zwischen +2 °C und +8 °C. Es können aber auch andere Temperaturbereiche in Frage kommen.
Solche Kühlbehälter sind ein elementarer Bestandteil der Kühlkette, die alle Maßnahmen umfasst, um die Wirksamkeit und Patientensicherheit beim Transport von zeit- und temperatursensiblen Arzneimitteln (time- and temperature-sensitive pharmaceutical products TTSPPs) zu gewährleisten und um die vorgeschriebenen Temperaturanforderungen vom Hersteller (siehe Beipackzettel) bis zur Abgabe an den Patienten einzuhalten.
Erste tragbare Thermobehälter wurden in den 1950er-Jahren für Impfstoffprogramme entwickelt, bevor in den 1990er-Jahren patientenorientierte Modelle für den Alltag aufkamen. Heute werden validierte Medikamenten-Kühltaschen und Kühlboxen sowohl in der professionellen Pharmalogistik als auch im privaten Gebrauch eingesetzt. Hier ist vor allem der Last-Mile-Transport wichtig: Die Einhaltung der richtigen Medikamenten-Temperatur auf einer Kurzstrecke zwischen Apotheke und dem Patienten-Kühlschrank ist genauso unersetzlich, um die Wirksamkeit des Medikaments aufrechtzuerhalten, wie die Einhaltung der Temperatur auf langen Transportstrecken im Rahmen einer professionellen Distribution oder auf privaten Reisen des Patienten.

## Anforderungen für den professionellen und privaten Gebrauch
Medikamenten-Kühltaschen unterscheiden sich von allgemeinen Kühlboxen oder -taschen dadurch, dass sie hinsichtlich Isolationsmaterial, Innenraumgestaltung und Kühlmittel gezielt für die Anforderungen zeit- und temperatursensibler Arzneimittel ausgelegt sind. Manche verfügen über integrierte Halterungen oder Fächer, die verhindern, dass Arzneimittel in direkten Kontakt mit Kühlakkus oder Gefrierelementen kommen, um das Risiko der Unterkühlung zu vermeiden.
Von einer gefährdenden Abweichung spricht man, wenn der vom Hersteller vorgeschriebene Temperaturbereich, der im Beipackzettel unter "Lagerung" vorgegeben ist, zur sicheren Aufbewahrung der Medikamente nicht von der Medikamenten-Kühltasche eingehalten wird. Dadurch wird die Qualität, Haltbarkeitsdauer und Wirksamkeit des Arzneimittels beeinträchtigt. Der Transport eines Arzneimittels außerhalb des vorgeschriebenen Temperaturbereichs kann zu einer irreversiblen Veränderung oder Zerstörung seiner Molekülstruktur führen. Bei einer Unterkühlung – also nicht nur beim Einfrieren, sondern bereits beim Unterschreiten der vorgeschriebenen Lagertemperatur von +2 °C – kann die Molekülstruktur des Medikaments dauerhaft zerstört werden. Wird das Medikament hingegen über 8 °C transportiert und gelagert, kann es durch chemische Aktivierung oder physikalische Zersetzung. Beide Szenarien führen unumkehrbar zum Verlust der Wirksamkeit oder zu einer verkürzten Wirkdauer. Darüber hinaus können sowohl bei Unterkühlung, als auch bei höheren Temperaturen als vorgeschrieben, zusätzliche Nebenwirkungen oder allergische Reaktionen beim Patienten ausgelöst werden. Daher ist die Nutzung einer validierten Medikamenten-Kühlbox unbedingt erforderlich.
Es gibt Medikamenten-Kühltaschen für drei unterschiedliche Medikamenten-Gruppen:
1. Gruppe: Kühlkettenpflichtige Medikamente, die durchgängig in der Kühlkette zwischen 2 und 8 °C transportiert und gelagert werden müssen. Einige Medikamente dürfen auch zwischen 2 und 15 °C und manche Impfstoffe dürfen nur gefroren transportiert und gelagert werden. Medikamentenkühltaschen für diese Gruppe müssen besonders strikte Anforderungen einhalten und sind entweder elektrisch betrieben oder beruhen auf Kühlung durch gefrorene Kühlakkus.
2. Gruppe: Kühlpflichtige Medikamente, die maximal bei Raumtemperatur aufbewahrt werden dürfen. Diese Medikamente haben eine höhere Temperaturtoleranz und die Kühlung der dafür passenden Medikamenten-Kühltaschen beruht oftmals auf Verdunstungskälte oder auf kühlschrankkühlen Kühlakkus. Solche Medikamenten-Kühltaschen sind nicht für kühlkettenpflichtige Medikamente der Gruppe 1 geeignet.
3. Es gibt Medikamente, die zugleich beiden genannten Medikamentengruppen zugeordnet werden – dazu zählen beispielsweise bestimmte Insuline oder zahlreiche moderne Biologika, etwa einige Migräne- und Abnehm-Medikamente. Bei diesen Präparaten gilt: Nur die aktuell in Gebrauch befindlichen Pens oder Spritzen dürfen bis zu Raumtemperatur transportiert und gelagert werden. Alle übrigen, nicht genutzten Pens oder Spritzen derselben Packung – sofern die Darreichungsform mehr als eine Einheit umfasst – müssen hingegen lückenlos in der Kühlkette (häufig zwischen 2 und 8 °C) verbleiben, sowohl beim Transport als auch bei der Lagerung. Für solche Medikamente ist daher zwingend eine Medikamentenkühltasche erforderlich, die für Gruppe 1 geeignet ist.
Als Grundlage für die Einordnung in die jeweilige Medikamentengruppe dienen die Angaben zur „Lagerung“ in der Packungsbeilage. Die dort genannte „Lagertemperatur“ gilt zudem als die vorgeschriebene „Transporttemperatur“, die durchgängig eingehalten werden muss. Die zu verwendende Medikamentenkühltasche muss daher exakt den Vorgaben zur Lagerung des jeweiligen Medikaments entsprechen, um Gefahren für die Gesundheit zuverlässig auszuschließen.

## Typische Fehlerquellen / Praxisaspekte
Nicht jede Kühltasche, die als Medikamenten-Kühltasche verkauft wird, bietet verlässliche Sicherheit. Sowohl im professionellem als auch im privaten Gebrauch kann es zu einer Vielzahl an Fehlerquellen kommen, die die Medikamentensicherheit gefährden. Dies kann auf mehrere Gründe zurückgeführt werden.
Besondere Risiken bestehen dabei unter anderem
1. bei der Durchführung von Temperaturmessungen innerhalb der Medikamenten-Kühltasche, die nicht im Inneren des Medikaments, sondern außerhalb erfolgen: Messungen mit Thermometern oder Dataloggern erfassen lediglich die Lufttemperatur um das Medikament herum und geben daher keinen präzisen Aufschluss über die tatsächliche Temperatur des Arzneimittels oder dessen effektive Kühldauer. Die Abweichungen zu den realen Messwerten im Medikament können mehrere Grad und Stunden betragen. Dadurch besteht die Gefahr, dass das Medikament unbemerkt zu kalt oder zu warm wird. In der Folge kann die vom Arzneimittelhersteller vorgeschriebene Lagertemperatur nicht zuverlässig eingehalten werden. Messergebnisse, die aufgrund falscher Messvoraussetzungen zustande kommen, führen sowohl bei Patienten als auch beim Fachpersonal zu erheblichen Unsicherheiten.
2. bei der sehr verbreiteten Fehleinschätzung von Fachpersonal in Apotheken, Arztpraxen, Pflegepersonal und von Privatpersonen, dass auch nicht-validierte (nach TÜV- oder nach N FS-99-700 Kriterien) Medikamenten-Kühltaschen für den Transport von Insulin und anderen kühlkettenpflichtigen Arzneimitteln geeignet wären. Zu den meisten Medikamenten-Kühltaschen und -Kühletuis liegen keine offiziellen Testberichte zwecks Validierung vor. Diese eignen sich nicht für einen sicheren Medikamententransports.
3. bei extremen Temperaturen (Sommerhitze, Temperaturschwankungen im Auto), insbesondere auf dem Last-Mile-Transport, etwa bis zum Patienten oder zum Labor.
4. bei Ausfall von Klimaanlagen in Zug, Auto oder Kühlschränken am Reiseziel.
5. bei Testberichten von Medikamentenkühltaschen-Herstellern, auch wenn diese durch unabhängige Testinstitute bereitgestellt wurden, die den oben erwähnten Test-Vorgaben nicht entsprechen und dennoch als Vorlage zur Eignung als Medikamenten-Kühltasche genutzt werden: Gefahren liegen insbesondere dann vor, wenn die Vorgaben nach N FS-99-700 nicht eingehalten werden, z. B. indem zu hohe Starttemperaturen von Kühlakkus oder Medikamenten verwendet werden, zu lange Messintervalle genutzt, Ergebnis-Diagramme erst ab +2 °C dokumentiert werden etc. Das Nichteinhalten dieser Vorgaben führt dazu, dass die Testergebnisse auf dem Papier ein Messergebnis über +2 °C aufzeigen, in der Realität der Alltagspraxis die Medikamenten-Temperatur aber unter +2 °C fallen wird.

Eine Risikobetrachtung je nach Route, Transportmittel, Dauer, Jahreszeit und Auswahl einer geeigneten, validierten Medikamenten-Kühltasche ist Teil der Transportplanung. Eine Medikamenten-Kühltasche muss auch diesen extremen Umständen gerecht werden, ohne dass Medikamente der Gefahr ausgesetzt sind, dass sie wirkungslos werden.

## Qualifizierung & Validierung
Transportmittel und Verpackungen müssen qualifiziert werden (z. B. durch Temperatur-Mapping-Studien). Diese Prüfungen erfolgen risikobasiert gemäß unten erwähnter Regulatorien und umfassen auch Change-Control-Maßnahmen bei Änderungen am System.

## Temperaturüberwachung & Technik
Temperatursensoren (z. B. Datenlogger) dokumentieren während der Qualifizierung und Validierung einer Medikamenten-Kühltasche den Temperaturverlauf im Medikament. Eine Temperaturüberwachung mittels Dataloggern oder Thermometern, die lediglich in der Kühltasche neben dem Medikament platziert werden, bildet dagegen nicht die tatsächliche Temperatur im Inneren des Arzneimittels ab und liefert somit unzuverlässige Messwerte. Für valide Ergebnisse müssen die eingesetzten Systeme kalibriert sein, Messunsicherheiten berücksichtigt und die Protokolle unverändert archiviert werden. Zudem ist sicherzustellen, dass Isolationsmaterialien und Phasenwechselkühlmittel (z. B. Kühlakkus) keinen direkten Kontakt mit dem Arzneimittel haben, um ein Gefrieren und Unterkühlen des Medikaments zu verhindern.

## Abweichungen & Risikomanagement
Temperaturabweichungen von Lager- und Transportbedingungen müssen auch von Patienten ernst genommen werden, um die eigene Gesundheit nicht zu gefährden. Entscheidungen über die weitere Verwendung von Arzneimitteln nach Temperaturabweichungen liegen gemäß GDP-Leitlinien bei den dafür autorisierten Fachpersonen in Abstimmung mit dem Zulassungsinhaber oder Medikamenten-Hersteller.
Im professionellen Einsatz müssen Temperaturabweichungen dokumentiert und analysiert werden. Korrektur- und Vorbeugemaßnahmen (Corrective and Preventive Actions CAPA) sowie eine Rückstellmuster-Analyse sind erforderlich, um Stabilität zu bewerten und Risiken zu minimieren.

## Historische Entwicklung
Die Notwendigkeit tragbarer Kühllösungen für Arzneimittel entstand parallel zur Einführung biologischer und temperaturempfindlicher Präparate.
- 1950er–1960er Jahre: Erste tragbare Kühlbehälter wurden in der Impfstofflogistik eingesetzt, insbesondere in WHO-Programmen, z. B. Expanded Program on Immunization (EPI) zur Bekämpfung von Polio und Pocken.

- 1970er–1980er Jahre: Entwicklung leichterer, tragbarer Modelle mit verbesserter Isolierung, häufig aus expandiertem Polystyrol oder Polyurethan, um Impfstoffe auch in tropischen Regionen transportieren zu können.

- 1990er Jahre: ungeprüfte, historische Beobachtung: Mit der zunehmenden Verbreitung von Insulinpens, Notfallmedikamenten und anderen kühlkettenpflichtigen Medikamenten im ambulanten Bereich entstanden erste, speziell auf Patienten zugeschnittene Kühltaschen.

- Seit den 2010er Jahren: Einführung validierter Medikamenten-Kühltaschen und Transportbehälter nach den Vorgaben von Good Distribution Practice (GDP); Einsatz in professionellen Lieferketten. Die erste, validierte Medikamenten-Kühltasche für den privaten Gebrauch im Patientenalltag für kühlkettenpflichtige Medikamente wurde in Deutschland entwickelt und 2012 durch den TÜV Rheinland validiert.

Heute sind Medikamenten-Kühltaschen ein etabliertes Hilfsmittel in Pharma-Logistik, Apothekenversorgung, häuslicher Pflege, dem Transport des Arzneimittels zwischen Apotheke und dem Patienten und auf Reisen. Sie werden sowohl von Gesundheitseinrichtungen als auch von Patienten genutzt, um die Anforderungen der Kühlkette bis zum Zeitpunkt der Anwendung zu erfüllen.

## Regulatorischer Rahmen (international & EU)
- EU-GDP-Leitlinien (2013/C 343/01): Reglementieren Lagerung und Transport, z. B. Anforderungen an Transport, Verantwortliche Person, Qualifizierung, Sicherstellung der Produktintegrität. EU-GDP-Leitlinien (2013/C 343/01)
- Die EMA hat eine FAQ-Sammlung zu GMP und GDP veröffentlicht. Zusätzlich gibt es Informationen zur Gültigkeit von GMP- und GDP-Zertifikaten, insbesondere nach der COVID-19-Pandemie.
- WHO-Modellleitfaden (TRS 961, Annex 9): Legt Grundsätze für sichere Lagerung und Distribution TTSPPs fest, insbesondere Installation qualifizierter Transport- und Lager-Infrastrukturen.
- USP Kapitel <1079>: Behandelt Anforderungen an Lagerung und Distribution, inklusive Risikoanalyse und Maßnahmen zur     Lieferkettensicherung.
- PIC/S GDP Guide (PE 011-1): Dient als harmonisierte Inspektionspraxis, ergänzt die EU-GDP-Leitlinien durch behördliche Perspektiven.
- ICH Q9 (R1): Gibt den Rahmen für risikobasiertes Qualitätsmanagement über den Lebenszyklus von Arzneimitteln.